# 이마이다 기요노리

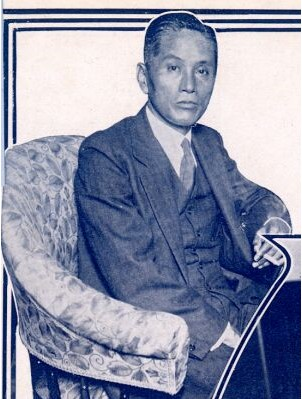
이마이다 기요노리

이마이다 기요노리(일본어: 今井田清徳, 1884년 2월 1일 ~ 1940년 5월 8일)는 일본의 관료이자 정치인이다. 귀족원 의원과 조선총독부 정무총감을 역임하였다.

## 생애
오카야마현 출신으로 옛 오카야마 번사 구니시오 요사부로(国塩与三郎)의 삼남으로서 태어나 이마이다 젠쥬로(今井田善十郎)의 양사자(養嗣子)가 된다. 간사이 중학교, 제6고등학교를 거쳐 1909년 7월에 도쿄제국대학 법과대학 정치학과를 졸업하였다. 통신속이 되어 체신성 통신국에 배속되었다가 동년 11월에 고등문관시험에 합격하였다. 1910년 4월에 통신사무관이 되어 오사카 중앙우체국장으로 취임하였으며 이후 고베 체신관리국 총무부장, 체신성 전기국 관리과, 동부체신국 경리부 규화과장 등을 역임하였다. 1914년 2월부터 1915년 5월까지 통신사업의 연구를 위해 영국, 독일, 프랑스에 유학했다. 귀국 이후 체신성 통신국 전화과장, 통신국 서무과장, 도쿄 체신국장, 구마모토 체신국장, 체신성 간이보험국장, 체신성 저금국장 등을 역임하였고 1927년 7월에 퇴관하였다. 같은 달 오사카 시 전기국장이 되어 1929년 7월까지 재임하였다. 1929년에 체신차관에 취임하였고 1931년에 우가키 가즈시게가 조선총독으로 취임하면서 조선총독부 정무총감으로 발탁되었다. 1936년 8월에 우가키 총독의 사임하자 정무총감에서 퇴임하였다. 같은 해 9월에 귀족원 칙선의원에 선임되어 연구회 소속으로 사망할 때까지 재임하였다.